# Франсіско Еррера Молодший
Франсіско Еррера Молодший (ісп. Francisco Herrera, el Mozo; 1627, Севілья — 25 серпня 1685, Мадрид) — іспанський художник та скульптор, син Франсіска Еррери Старшого.

## Біографія

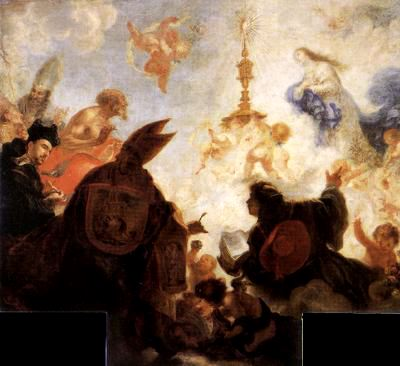
Алегорія Євхаристії, Севільський катедральний собор.

### Молодість і подорож в Італію
Дуже молодим вирушив в Італію, близько 1650 року, швидше за все не в змозі протистояти складному характеру батька, з яким співпрацював над деякими картинами; там вивчає живопис та фрески, які були в моді в епоху Бароко там, практикує це мистецтво в Іспанії, адже італійські фрески мали великий попит; працюючи над фресками в римському стилі водночас спрошує манеру розпису та надає більше динаміки композиції.
Венеціанська школа вплинула на нього у застосуванні кольору та світла. Його натюрморти, архітектурні перспективи та портрети були дуже популярними в столиці Італії, звідки він направився у Неаполь, але всі твори цього періоду були втрачені або їх неможливо ідентифікувати. Завершив своє навчання в царині архітектури, де також прославився завдяки своїм проектам.

### Повернення в Іспанію
Немає задокументованих дат, які б дозволили точно встановити тривалість перебування в Італії, але вже в 1654 році він повертається в Мадрид, де в липні підписує контракт на розпис головного вівтаря церкви ордену босих кармелітів, нині церква Сан Хосе, від якого залишилася лише велика центральна частина «Апофеоз Сан Ерменегільдо» (музей Прадо, Мадрид). Ракурс роботи виглядає неприродним, в основі композиції твору — криві лінії і тепла хроматична гама, розбавлена непрямим світлом. Ці елементи вважаються ключовими в еволюції Мадридської школи останньої третини XVII століття.
Перша документальна згадка датована роком пізніше в Севільї, де він швидко виконує «Тріумф святості», або «Апофеоз Євхаристії» для братства катедрального собору Севільї, після виконання «Тріумфу святого Франциска», «Св. Франциск отримує стигмати», поміщеної на вівтар того ж собору в 1657 році. Неперевершене володіння освітленням, разом з підсвіченням фігур переднього плану мали великий вплив на Мурійо, з яким у січні 1660 він виступив як співпрезидент Севільської Академії живопису, яка була створена незадовго до того. Але ще до кінця року він залишає Севілью, можливо через сімейні проблеми пов'язані зі смертю його батька, який не залишив заповіту, в Мадриді в 1654 році.

### Королівський двір
Еррера Молодший був художником короля Карлоса ІІ, а з 1677 року — головним майстром королівського двору і як архітектор. Його фрески з церкви Марії в Аточі, реколетос, і Сан Феліпе, реал; збереглося лише декілька картин. Серед них «Страсті (la Pasión)» (Музей Серральбо, Мадрид) та «Сон Сан Хосе». В останні роки свого життя займався розписом вівтарів, театральною сценографією та архітектурою. З цією метою в 1680 році відправився в Сараґосу, де планував збудувати Базиліку-дель-Пілар. Будівництво розпочалося у 1681 році, але через смерть художника в 1685 році, початковий проект змінили.